# Magazzino mobile
Un magazzino mobile è un deposito temporaneo, ovvero una soluzione logistica che non prevede nessuna opera in muratura, e può all'occorrenza essere rimossa e/o spostata in altro sito.
Per sua natura mobile, viene spesso utilizzato in tutte quelle circostanza in cui si ha necessità di proteggere alcuni beni e materiali stagionalmente, oppure per espandere il magazzino già esistente senza dover realizzare opere murarie (fondamenta, ecc). 
I settori che utilizzano questa soluzione sono quello agricolo (per la copertura dei raccolti, macchinari...), industriale in genere (per la zona carico/scarico, stoccaggio materiali...), ma anche quello sportivo. Le coperture mobili infatti sono ideali anche per coprire stagionalmente gli impianti sportivi (si pensi per esempio ai campi da tennis, calcio/calcetto, piscine...), senza dover intervenire con imponenti opere strutturali e senza rinunciare alla possibilità di avere campi scoperti (copertura copri-scopri).
Un magazzino mobile è chiamato anche copertura mobile, capannone mobile, tunnel retrattile, tunnel mobile, tunnel copritutto oppure tunnel in pvc visto che la maggior parte di essi sono formati da una struttura in acciaio ricoperto da un manto in pvc.

## Tipologie di struttura
Diverse sono le tipologia di tunnel in pvc:
- laterale: in adiacenza a un fabbricato esistente per espandere l'area;
- frontale: per creare un tunnel di carico/scarico o collegare due aree (bussola);
- indipendente: capannone libero su tutti i lati, generalmente installato su un piazzale.
- mono o bipendenza: a seconda se il tetto presenta una sola pendenza per lo scarico dell'acqua piovana.

L'accesso di ogni magazzino può essere libero, chiuso da tende scorrevoli o essere dotato di porte automatiche industriali (porte rapide, ad avvolgimento, ad impacchettamento..), per l'accesso di muletti e mezzi, o porte pedonali.

## Dimensioni
Le coperture mobili copritutto possono avere dimensioni variabili a seconda della necessità. La struttura in acciaio zincato permette di essere modulare, e quindi ogni tipologia di tunnel può essere studiata ad-hoc, andando a posizionare un numero di capriate adeguato per renderlo robusto e sicuro. 
La copertura in pvc è realizzata quindi su misura e ancorata a terra tramite catene metalliche o cinghie per il corretto tensionamento. 
Ci sono magazzini mobili che coprono pochi metri (amichevolmente chiamati cucce), fino ad alcuni che possono raggiungere anche le centinaia di metri di lunghezza.

## Vantaggi
I vantaggi sono molteplici:
- nessuna opera in muratura con conseguente risparmio dal punto di vista realizzativo e nessun cantiere invadente nel polo industriale.
- burocrazia ridotta e vantaggi fiscali
- modularità e versatilità, manutenzione semplice ed economica
- personalizzazione estetica della copertura (colore, loghi...)

Vista la sua natura, un magazzino mobile deve essere progettato ed installato tenendo in considerazione importanti vincoli del territorio ed essere ovviamente resistente alle intemperie (e agli agenti atmosferici in genere), ai terremoti ed essere ignifugo.

## Burocrazia
Secondo la sentenza n. 38473/201 della corte di Cassazione, depositata in data 17 settembre 2019, i magazzini realizzati con coperture mobili rientrano tra le opere di edilizia libera solo in alcuni casi. Infatti, non è richiesto il permesso di costruire solo quando sono funzionali a soddisfare esigenze contingenti e temporanee e destinate ad essere immediatamente rimosse entro un termine non superiore ai 90 giorni.
La sentenza, riportata anche da tutte le principali testate nel settore edile/industriale, precisa inoltre che è irrilevante la tipologia di materiali utilizzati, al fine del giudizio sulla temporaneità o stabilità della tensostruttura.